# Chińskie Tajpej na Zimowych Igrzyskach Olimpijskich 2006
Chińskie Tajpej na Zimowych Igrzyskach Olimpijskich 2006 reprezentował jeden zawodnik – Ma Chih-hung, który był chorążym ekipy.

## Wyniki

### Saneczkarstwo
- Ma Chih-hung
jedynki mężczyzn
  1. przejazd - 53.939
  2. przejazd - 53.605
  3. przejazd - 53.977
  4. przejazd - 53.620

Razem - 3:35.141 (28. miejsce)